# Elezioni regionali in Friuli-Venezia Giulia del 1978
Le elezioni regionali in Friuli Venezia Giulia del 1978 si sono svolte il 25 e 26 giugno 1978
. Sono state le quarte nella storia della regione.
Il regime elettorale previsto è un sistema proporzionale, senza elezione diretta del Presidente della Giunta. La legge determina il numero dei consiglieri regionali in ragione di uno ogni 20.000 abitanti, o frazione superiore ai 10.000. Anche per tali elezioni il numero di consiglieri da eleggere è così fissato in 61.
Il primo partito è risultata la Democrazia Cristiana, col 39,6% dei voti, seguita dal Partito Comunista Italiano col 21,8% e dal Partito Socialista Italiano, col 9,5% dei suffragi. Il Consiglio regionale ha eletto, il 21 settembre 1978 la Giunta Regionale e rieletto Antonio Comelli, della DC, come presidente della Regione. Il 2 aprile 1980 è stata eletta una nuova giunta, sempre a guida Comelli. Infine il 22 settembre 1982 è stata eletta la terza giunta della legislatura, ancora guidata da Comelli.
Gli elettori chiamati al voto sono stati 966.923. Si sono recati al voto 875.582 cittadini, con un'affluenza pari al 90,56%.
Contemporaneamente all'elezione del Consiglio regionale sono state rinnovate le assemblee della provincia di Gorizia, e di trenta comuni, tra cui Trieste. Ciò è avvenuto grazie alla modifica alla normativa elettorale, avvenuta con legge regionale 8 aprile 1978, n. 22, che ha consentito questo abbinamento.

## Sistema elettorale

### Natura del sistema
Il sistema elettorale è stato in parte modificato con la legge regionale 8 aprile 1978, nr. 28, che però non ha effettuato cambiamenti in merito all'attribuzione dei seggi fra le liste.
Secondo l'art.1 della legge elettorale l'assegnazione dei seggi tra le liste concorrenti è effettuata in ragione proporzionale, mediante riparto nelle singole circoscrizioni in cui è diviso il territorio regionale, con recupero dei voti residui in sede regionale. Ogni elettore dispone di un voto di lista e può attribuire delle preferenze, due, se i Consiglieri regionali da eleggere sono fino a sei; di tre se i Consiglieri regionali da eleggere sono in numero da sette a quattordici; di quattro se i Consiglieri regionali da eleggere sono in numero da quindici in poi.
Viene applicato, in via generale, quanto disposto dal testo unico delle leggi per l'elezione della Camera dei deputati, approvato con decreto del Presidente della Repubblica 30 marzo 1957, n. 361.
Secondo l'art. 15 dello Statuto sono elettori del consiglio gli iscritti nelle liste elettorali dei Comuni della Regione (ovvero, da questa elezione, a seguito della legge n. 39 dell'8 marzo 1975, tutti i cittadini che abbiano compiuto 18 anni alla data delle elezioni), mentre sono eleggibili al consiglio regionale gli elettori che abbiano compiuto il 25º anno di età il giorno delle elezioni. L'ufficio di consigliere regionale è incompatibile con quello di membro di una delle Camere, di un altro Consiglio regionale, di un Consiglio provinciale, o di sindaco di un Comune con popolazione superiore a 10.000 abitanti. La legge prevede inoltre altri casi di inelegibilità e incadidabilità.
Gli artt. 38 e seguenti della legge elettorale stabiliscono le operazioni per la determinazione della ripartizione dei seggi fra le liste e fra i candidati. L'ufficio centrale circoscrizionale, dopo il controllo delle schede e la raccolta dei dati, procede a determinare la cifra elettorale di ogni lista. Divide il totale delle cifre elettorali di tutte le liste per il numero dei seggi assegnati alla circoscrizione più uno, ottenendo così il quoziente elettorale circoscrizionale: nell'effettuare la divisione, trascura l'eventuale parte frazionaria del quoziente. Attribuisce, quindi, ad ogni lista tanti seggi quante volte il quoziente elettorale risulti contenuto nella rispettiva cifra elettorale. I seggi che rimangono non assegnati vengono attribuiti al Collegio unico regionale. Se, con il quoziente calcolato come sopra, il numero dei seggi da attribuire alle varie liste superi quello dei seggi assegnati alla circoscrizione, le operazioni si ripetono con un nuovo quoziente ottenuto diminuendo di una unità il divisore. I seggi che rimangono non assegnati, vengono attribuiti al Collegio unico regionale. Tale Ufficio, inoltre, determina la cifra individuale di ogni candidato.
Successivamente l'Ufficio centrale regionale determina il numero dei seggi non attribuiti nelle circoscrizioni e, per ciascuna lista, il numero dei voti residuati. Successivamente procede alla somma dei predetti voti per tutte le liste aventi lo stesso contrassegno, che siano state presentate in almeno due circoscrizioni e che abbiano ottenuto non meno di 5.000 voti validi complessivi.
Divide la somma dei voti residuati di tutti i gruppi di liste per il numero dei seggi da attribuire; nell'effettuare la divisione, trascura l'eventuale parte frazionaria del quoziente. Il risultato costituisce il quoziente elettorale regionale. Divide, poi, la somma dei voti residuati di ogni gruppo di liste per tale quoziente; il risultato rappresenta il numero dei seggi da assegnare a ciascun gruppo. I seggi che rimangono ancora da attribuire sono rispettivamente assegnati ai gruppi per i quali queste ultime divisioni hanno dato maggiori resti e, in caso di parità di resti, a quei gruppi che abbiano avuto maggiori voti residuati; a parità di questi ultimi si procede a sorteggio. I seggi spettanti a ciascun gruppo di liste vengono attribuiti alle rispettive liste nelle singole circoscrizioni, seguendo la graduatoria decrescente dei voti residuati espressi in percentuale del relativo quoziente circoscrizionale. A tal fine si moltiplica per cento il numero dei voti residuati di ciascuna lista e si divide il prodotto per il quoziente circoscrizionale. Qualora in una circoscrizione fosse assegnato un seggio ad una lista i cui candidati fossero stati già tutti proclamati eletti dall'Ufficio centrale circoscrizionale, l'Ufficio centrale regionale attribuisce il seggio alla lista di un'altra circoscrizione proseguendo nella graduatoria anzidetta.

### Ripartizione in circoscrizioni
Il territorio della Regione è ripartito in circoscrizioni elettorali corrispondenti ai circondari soggetti alla giurisdizione dei tribunali. Le circoscrizioni di Trieste, Gorizia e Pordenone corrispondono al territorio delle relative provincie, mentre la provincia di Udine è ripartita in due circoscrizioni: Udine e Tolmezzo.

## Composizione degli schieramenti
Rispetto alle elezioni del 1973 la novità è stata rappresentata, tra i movimenti di estrazione regionale, dalla Lista per Trieste, movimento autonomista sorto in opposizione al Trattato di Osimo, che chiudeva le pendenze tra l'Italia e la Jugoslavia.
A sinistra le elezioni hanno visto la partecipazione di due nuovi movimenti: il Partito di Unità Proletaria per il Comunismo, sorto nel 1976, e Democrazia Proletaria, cartello elettorale trasformatosi in partito nel 1978 (e in cui era confluita un'ala minoritaria dello stesso PdUP). Alle elezioni ha partecipato per la prima volta anche il Partito Radicale. Non ha preso parte alla contesa invece il Partito Comunista Marxista-Leninista, presente nel 1973.
A destra il Movimento Sociale Italiano ha subito la scissione di Democrazia Nazionale, movimento nato nel 1977.

### Liste ammesse al voto
Le seguenti liste sono ammesse alla competizione elettorale:
- Democrazia Cristiana (DC)
- Democrazia Nazionale - Costituente di Destra (DN-CD)
- Democrazia Proletaria (DP)
- Lista per Trieste (LpT)
- Movimento Indipendentista Triestino (MIT)
- Movimento Friuli (MF)
- Movimento Sociale Italiano - Destra Nazionale (MSI-DN)
- Partito Comunista Italiano (PCI)
- Partito di Unità Proletaria per il Comunismo (PdUP)
- Partito Liberale Italiano (PLI)
- Partito Radicale (PR)
- Partito Repubblicano Italiano (PRI)
- Partito Socialista Democratico Italiano (PSDI)
- Partito Socialista Italiano (PSI)
- Slovenska Skupnost (SSk)

## Numeri e costi delle elezioni

### Affluenza
Gli elettori chiamati al voto sono 966.923. Si sono recati al voto 875.582 elettori, con un'affluenza del 90,55% contro il 89,67% delle regionali del 1973.

### Schede bianche e nulle
Le schede bianche sono state 16.363 (pari al 1,87% dei voti espressi), le schede nulle sono state 19.093 (pari al 2,18%).

## Risultati
I risultati in merito ai voti alle liste e la distribuzione dei seggi sono indicati nella seguente tabella:
| Liste | Liste                                         | voti    | %      | seggi |
| ----- | --------------------------------------------- | ------- | ------ | ----- |
|       | Democrazia Cristiana                          | 332.684 | 39,60% | 26    |
|       | Partito Comunista Italiano                    | 182.845 | 21,76% | 14    |
|       | Partito Socialista Italiano                   | 79.656  | 9,48%  | 5     |
|       | Lista per Trieste                             | 54.682  | 6,51%  | 4     |
|       | Partito Socialista Democratico Italiano       | 41.979  | 5,00%  | 3     |
|       | Movimento Friuli                              | 38.238  | 4,55%  | 2     |
|       | Movimento Sociale Italiano - Destra Nazionale | 35.084  | 4,18%  | 2     |
|       | Partito Repubblicano Italiano                 | 19.716  | 2,35%  | 1     |
|       | Partito di Unità Proletaria per il Comunismo  | 11.228  | 1,34%  | 1     |
|       | Democrazia Proletaria                         | 11.184  | 1,33%  | 1     |
|       | Partito Liberale Italiano                     | 10.575  | 1,26%  | 1     |
|       | Slovenska Skupnost                            | 9.481   | 1,13%  | 1     |
|       | Democrazia Nazionale - Costituente di Destra  | 5.383   | 0,64%  | -     |
|       | Movimento Indipendentista Triestino           | 4.048   | 0,48%  | -     |
|       | Partito Radicale                              | 3.343   | 0,40%  | -     |
|       | Totale dei voti validi                        | 840.126 | 100,00 | 61    |
|       |                                               |         |        |       |

## Analisi del voto

### Trend di voto
La Democrazia Cristiana ha confermato i voti del 1973. I due partiti di ispirazione socialista hanno entrambi visto decrescere le loro preferenze: il Partito Socialista Italiano ha perso il 2,8% mentre il Partito Socialista Democratico Italiano oltre il 3%, con una diminuzione, in termini di seggi, per i due partiti, di 4 unità. In generale vi è stato un incremento per i partiti di sinistra con il Partito Comunista Italiano che guadagna lo 0,85%, e Partito di Unità Proletaria per il Comunismo e Democrazia Proletaria che ottengono, assieme, oltre il 2,7%. A ciò si accompagna un buon risultato delle liste regionaliste con la Lista per Trieste oltre il 6,5%, il Movimento Friuli che guadagna quasi l'1,6%.
A destra, calo consistente del Partito Liberale Italiano e del Movimento Sociale Italiano, che perdono in globale tre seggi.

#### Tabella riepilogativa
| Lista                                         | Diff. voti con Reg. 1973 | Diff. seggi con Reg. 1973 |
| --------------------------------------------- | ------------------------ | ------------------------- |
| Democrazia Cristiana                          | 0,11                     | 0                         |
| Partito Comunista Italiano                    | 0,85                     | 1                         |
| altre liste di sinistra                       | 2,41                     | 2                         |
| Partito Socialista Italiano                   | 2,77                     | 3                         |
| Partito Socialista Democratico Italiano       | 3,18                     | 1                         |
| Partito Repubblicano Italiano                 | 0,33                     | 0                         |
| Partito Liberale Italiano                     | 2,38                     | 1                         |
| Movimento Sociale Italiano - Destra Nazionale | 3,33                     | 2                         |
| Slovenska Skupnost                            | 0,15                     | 0                         |
| Movimento Indipendentista Triestino           | 0,11                     | 0                         |
| Movimento Friuli                              | 1,57                     | 0                         |
| Lista per Trieste                             | 6,51                     | 4                         |
| altre liste                                   | 1,04                     | 0                         |

## Esito delle elezioni
Il 17 luglio 1978 il Consiglio ha rieletto alla Presidenza dell'assemblea il socialista Arnaldo Pittoni.
A seguito di quanto previsto dagli art. 35 e 36 dello Statuto il Consiglio regionale ha eletto, il 21 settembre 1978 la Giunta Regionale e rieletto Antonio Comelli, della DC, come presidente della Regione. La giunta era composta da soli membri della DC, ma è nata con l'astensione di tutti i partiti dell'arco costituzionale, compreso il Partito Comunista Italiano. Il 1º dicembre 1978 il comunista Mario Colli ha sostituito Pittoni come Presidente del Consiglio Regionale. È stato il primo esponente del suo partito a ottenere tale incarico.
Il 2 aprile 1980 è stata eletta una nuova giunta, sempre a guida Comelli, ma con la partecipazione di assessori anche del PSI e del PRI, ma senza l'appoggio esterno del PCI. Infine il 22 settembre 1982 è stata eletta la terza giunta della legislatura, ancora guidata da Comelli ma, in questo caso, con assessori DC, PSI, PSDI, PRI e PLI.

### Tabella riepilogativa
| N. | Ritratto          | Ritratto          | Nome (Nascita-Morte)        | Mandato           | Mandato                                  | Partito              | Giunta     | Composizione |
| -- | ----------------- | ----------------- | --------------------------- | ----------------- | ---------------------------------------- | -------------------- | ---------- | ------------ |
| 1º |                   |                   | Antonio Comelli (1920-1998) | 21 settembre 1978 | 2 aprile 1980                            | Democrazia Cristiana | Comelli IV | DC (12)      |
| 1º | 2 aprile 1980     | 22 settembre 1982 | Antonio Comelli (1920-1998) | Comelli V         | DC (9) -PSI (3) -PRI (1)                 | Democrazia Cristiana |            |              |
| 1º | 22 settembre 1982 | 29 luglio 1983    | Antonio Comelli (1920-1998) | Comelli VI        | DC (9)-PSI (3) -PSDI (1)-PRI (1)-PLI (1) | Democrazia Cristiana |            |              |